# والتر كرايغ (رياضياتي)
والتر كرايغ هو رياضياتي كندي، ولد في 1953، وتوفي في 18 يناير 2019.